# 弗洛丽卡·布库尔
弗洛丽卡·布库尔（羅馬尼亞語：Florica Bucur，1959年5月18日—），罗马尼亚女子赛艇运动员。她曾代表罗马尼亚参加1980年夏季奥林匹克运动会赛艇比赛，获得女子八人单桨有舵手铜牌。